# Buschschleuse
Buschschleuse este o arie protejată (arie specială de conservare — SAC, sit de importanță comunitară — SCI) din Germania întinsă pe o suprafață de 1.239,62 ha, integral pe uscat.

## Localizare
Centrul sitului Buschschleuse este situat la coordonatele 52°17′23″N 14°20′26″E / 52.2897°N 14.3406°E.

## Înființare
Situl Buschschleuse a fost declarat sit de importanță comunitară în septembrie 2000 pentru a proteja 5 specii de animale. Situl a fost protejat și ca arie specială de conservare în noiembrie 1999.

## Biodiversitate
Situată în ecoregiunea continentală, aria protejată conține 7 habitate naturale: Vegetație psamofilă uscată cu Calluna și Genista, Vegetație psamofilă uscată cu pășuni deschise de Corynephorus și Agrostis, Pajiști uscate europene, Pajiști calcaroase din nisipuri xerice, Mlaștini turboase de tranziție și turbării mișcătoare, Păduri acidofile de stejar bătrân cu Quercus robur pe câmpii nisipoase, Mlaștini împădurite.
La baza desemnării sitului se află mai multe specii protejate:
- păsări (4): caprimulg (Caprimulgus europaeus), cânepar (Carduelis cannabina), ciocârlie de pădure (Lullula arborea), pupăză (Upupa epops)
- nevertebrate (1): rădașcă (Lucanus cervus)

Pe lângă speciile protejate, pe teritoriul sitului au mai fost identificate 20 de specii de plante, 1 specie de păsări, 2 specii de amfibieni, 1 specie de reptile.